# Weinmischgetränk
Weinmischgetränke sind Getränke, die meist zur Hälfte oder mehr aus Wein bestehen und mit anderen Getränken gemischt werden. Die meisten Mischgetränke oder deren Namen sind nur in einem eng begrenzten Gebiet regional bekannt.

## Typische Weinmischgetränke
- Sangría
- Weinschorle roter oder weißer Wein mit Mineralwasser.
- Cola rot (auch Roco oder Korea genannt) aus Rotwein oder Weißherbst und Cola.
- Cola weiß aus Weißwein und Cola.
- Pfirsich wird aus Rotwein oder Weißherbst und Orangenlimonade hergestellt und heißt so wegen seiner gelb-roten Färbung.
- Troll-Schoppen eine Mischung aus Weißwein und Sekt. Hierbei wird Rotwein oder Weißherbst eher selten verwendet.

Der Verkauf von Weinmischgetränken nahm nach Einführung von Alkopop-Steuern in verschiedenen Ländern zu, da viele Hersteller zur Umgehung der Steuer für ihre Produkte von Branntwein auf Wein wechselten.
Siehe auch: Schorle